# Calligrapha serpentina
Calligrapha serpentina es una especie de escarabajo del género Calligrapha, familia Chrysomelidae. Fue descrita científicamente por Rogers en 1856.
El diseño es similar al de otros miembros del género,  pero el color puede variar de rojo brillante a verde metállico, naranja o amarillo. Se encuentra en América Central y sur de América del Norte. Se alimenta de Malvaceae (Sphaeralcea).